# Gaston Boca
Pour les articles homonymes, voir Boca.
Gaston Boca, pseudonyme de Gaston Bocahut, né le 14 octobre 1903 à Senlis, Oise, et mort le 14 janvier 2000 à Grasse, Alpes-Maritimes, est un auteur français de roman policier et de science-fiction.

## Biographie
Il obtient son diplôme d’ingénieur en 1928, mais commence à écrire pendant son service militaire à Poitiers et en Rhénanie. En 1931, il adopte le pseudonyme de Gaston Boca pour publier Le Village de l’au-delà, une longue nouvelle de science-fiction qui paraît en 14 livraisons du lundi 19 au samedi 31 janvier dans L'Œuvre.
Toujours sous son pseudonyme, il donne ensuite quatre romans policiers aux Éditions Gallimard, influencés par les œuvres de Maurice Renard et par les aventures d’Arsène Lupin, qui lorgnent vers le récit d’aventures, mais également vers le fantastique et l’étrange. Trois d’entre eux sont consacrées aux exploits du détective Stéphane Triel qui, selon ses dires, est collectionneur de babioles tragiques, amateur d’intelligences singulières et de génies anormaux. Il est secondé dans ses enquêtes par son fidèle ami Dutheil. Dans L’Ombre sur le jardin (1933), les deux compères doivent faire la lumière sur la mort du Dr Harmingault dans un village au nord de Paris, assassiné après avoir été soi-disant menacé par des ombres et des apparitions. Le roman suivant, Les Usines de l’effroi (1934), a pour cadre une entreprise métallurgique des Ardennes où sévit l'organisation criminelle des Trois Loups, une bande de brigands clandestins, dont les origines remontent au XVIIIe siècle et qui s’adonne à la contrebande, tout en multipliant menaces, incendies, disparitions et morts mystérieuses. Le dernier roman de la série, Les Invités de minuit (1935) se déroule dans le château de M. d'Arlon et impose à Triel d’élucider une énigme en chambre close.

## Œuvre

### Romans

#### SérieTriel et Dutheil
- L’Ombre sur le jardin, Paris, Gallimard, coll. Détective, 1re série no 3, 1933 ; réédition, Paris, Librairie des Champs-Élysées, Le Masque no 2315, 1997
- Les Usines de l’effroi, Paris, Gallimard, coll. Détective, 1re série no 20, 1934 ; réédition, Paris, Librairie des Champs-Élysées, Le Masque no 2191, 1994
- Les Invités de minuit, Paris, Gallimard, coll. Détective, 1re série no 34, 1935

#### Autre roman policier
- Le Dîner de Mantes, Paris, Gallimard, coll. Détective, 1re série no 49, 1935

### Nouvelles
- Le Village de l’au-delà (1931), nouvelle de science-fiction
- Le Vol du dyptique (1937), réédition dans Anthologie du Mystère 91. Les Dernière Nouvelles du crime, Paris, Éditions du Masque, 1991.

## Sources
- Claude Mesplède (dir.), Dictionnaire des littératures policières, vol. 1 : A - I, Nantes, Joseph K, coll. « Temps noir », 2007, 1054 p. (ISBN 978-2-910-68644-4, OCLC 315873251), p. 246-247.